# Petecbiltún
Petecbiltún es una población del municipio de Umán en el estado de Yucatán localizado en el sureste de México.

## Toponimia
El nombre (Petecbiltún)  proviene del idioma maya.

## Hechos históricos
- En 1900 cambia su nombre de Petebiltum a Petecbiltún.
- En 1940 cambia a Petechiltún.
- En 1940 cambia a Petecbiltún.
- En 1990 cambia a Petec Biltún.
- Actualmente se llama Petecbiltún.

## Demografía
Según el censo de 2005 realizado por el INEGI, la población de la localidad era de 155 habitantes, de los cuales 77 eran hombres y 78 eran mujeres.
| 30                          | 22 | 45 | 13 | 0 | 0 | 0 | 0 | ? | 102 | 114 | 126 | 155 |
| (Fuente: INEGI [Consultar]) |    |    |    |   |   |   |   |   |     |     |     |     |

## Galería

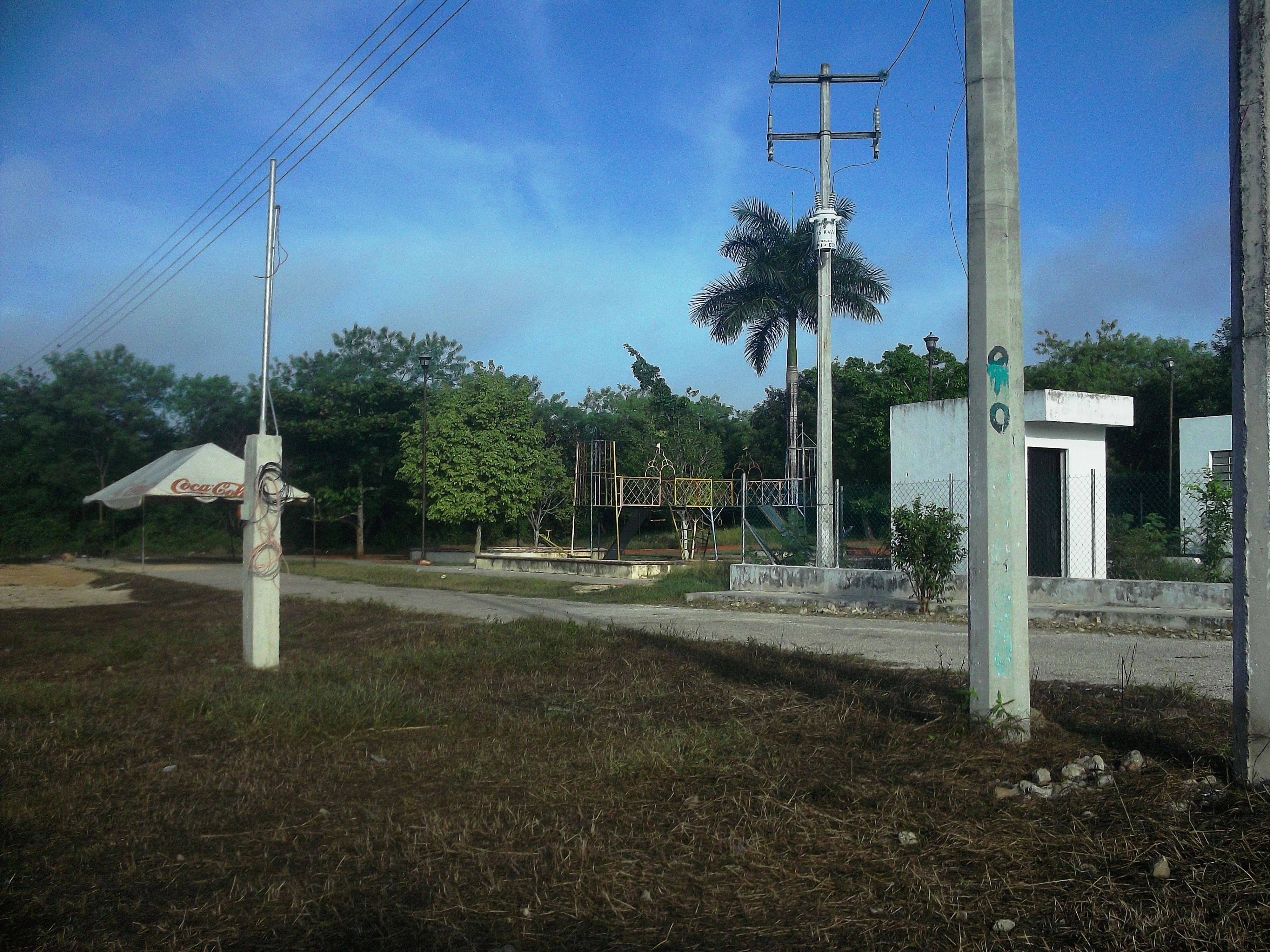
Parque principal.
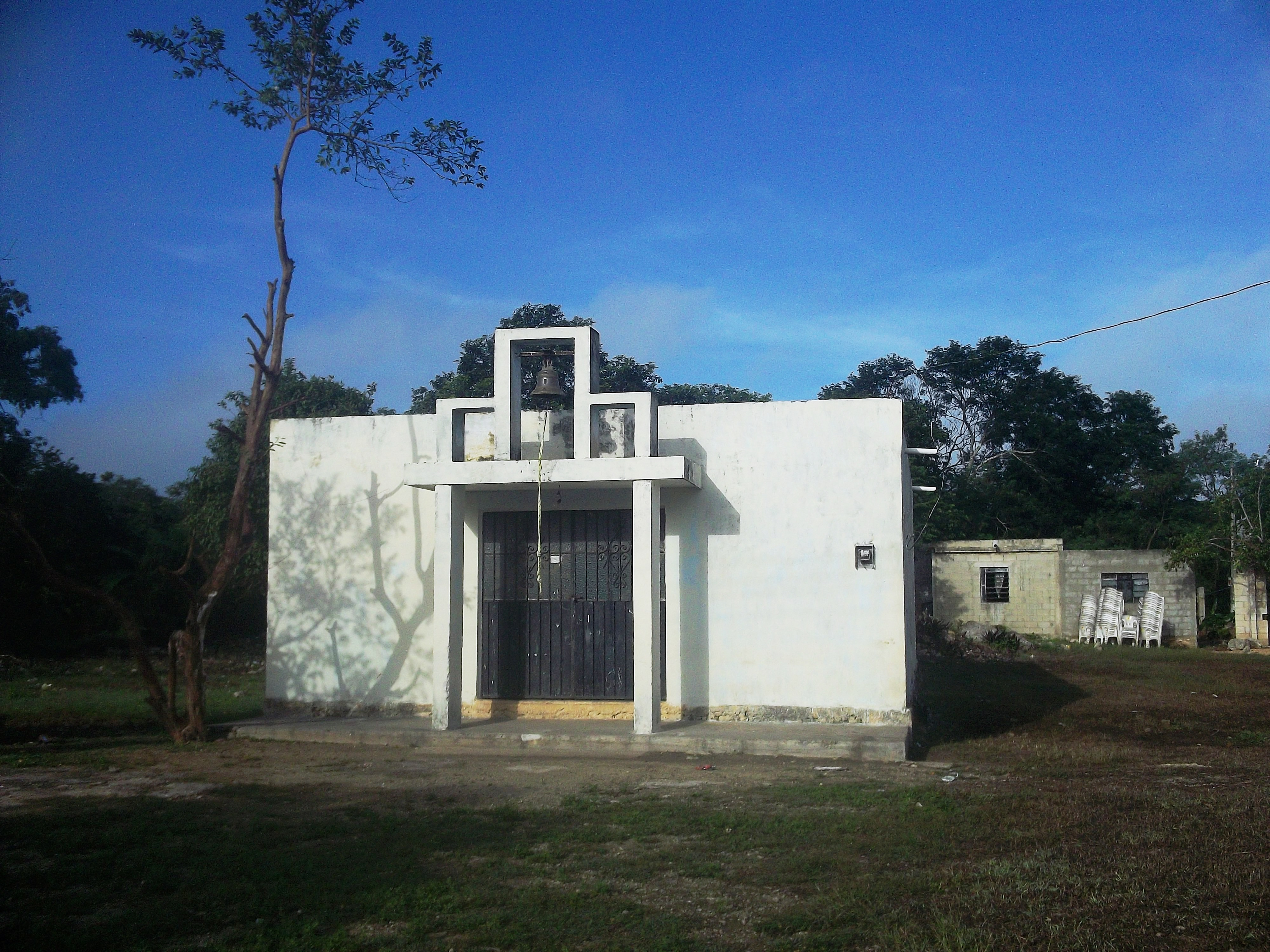
Iglesia.